# Línea Toral de los Vados-Villafranca del Bierzo
La línea Toral de los Vados-Villafranca del Bierzo es una línea de ferrocarril de 9,1 kilómetros de longitud que pertenece a la red ferroviaria española. El trazado se encuentra en uso únicamente entre Toral de los Vados y el apartadero de cementos Cosmos, estando sin servicio desde esta última dependencia hasta Villafranca del Bierzo.
La línea fue abierta el 1 de marzo de 1883, coincidiendo con la apertura del tramo Ponferrada - Toral de los Vados de la línea Palencia-La Coruña. Desde el 1 de enero de 1985, únicamente es posible su explotación para transporte de mercancías.
En virtud de la catalogación de Adif, es la línea 802.

## Características
Según indica la Declaración de la Red de Adif en su actualización de 2013, la línea está electrificada a 3 kV de corriente continua mediante hilo aéreo entre Toral de los Vados y Cosmos, y es de vía única.
En lo referente a la señalización, toda la línea está dotada de Control de Tráfico Centralizado (CTC), con Bloqueo Automático de Vía Única (BAU) entre Toral de los Vados y Cosmos.

## Servicios ferroviarios

### Mercancías
En la actualidad solo se prestan servicios ferroviarios en los primeros kilómetros de la línea, hasta la dependencia de Cementos Cosmos. La línea es la vía de salida de los distintos trenes que expide la cementera, operados por Renfe Mercancías con destino a distintos puntos de Galicia.

## Estaciones
Esta lista es actualizada periódicamente por un bot usando los contenidos de Wikidata, por lo que cualquier cambio manual se perderá.
| Nombre                             | Municipio              | Coordenadas                                                   | Estado               | Wikidata   | Commons | Imagen |
| ---------------------------------- | ---------------------- | ------------------------------------------------------------- | -------------------- | ---------- | ------- | ------ |
| estación de Toral de los Vados     | Toral de los Vados     | 42°32′28″N 6°46′36″O / 42.54105555555556, -6.776611111111111  |                      | Q5847333   |         |        |
| estación de Cosmos                 | Toral de los Vados     | 42°33′23″N 6°46′00″O / 42.556333333333335, -6.766638888888889 |                      | Q135447183 |         |        |
| estación de Parandones             | Toral de los Vados     | 42°34′22″N 6°46′22″O / 42.57286111111111, -6.772833333333333  | demolido o destruido | Q135447190 |         |        |
| estación de Villafranca del Bierzo | Villafranca del Bierzo | 42°36′05″N 6°48′50″O / 42.601305555555555, -6.814             | demolido o destruido | Q135447218 |         |        |